# L'anello mancante EP
L'anello mancante EP è un EP dei rapper italiani Kaos e Gopher, accreditati come Neo Ex, pubblicato nel 2002 dalla Wastasi.

## Descrizione
Il disco prosegue la carriera sia di Kaos, autore, tre anni prima, di L'attesa, che di Gopher, reduce da Lu servu de diu. Diversi riferimenti al campo cinematografico, specialmente a film come Star Wars, avvicinano l'immaginario de L'anello mancante a classici dell'hardcore rap italiano come Odio pieno (altro lavoro influenzato dalla cinematografia fantascientifica) o Fastidio.
Le produzioni sono divise equamente tra i due artisti, mentre l'unico beatmaker esterno  è Turi, produttore del pezzo Nessi d'amianto. Al disco partecipano artisti vicini ai due rapper, quali DJ Lugi, Moddi MC (che ha preso parte ad un lungo tour di Kaos) ed il writer e rapper statunitense Phase 2.

## Tracce
| #  | Traccia                         | Produttore | Samples |
| -- | ------------------------------- | ---------- | --- |
| 1  | Sprekelescene feat. Moddi Mc    | Kaos       | - Ready to run di Hubert Laws & Earl Klug |
| 2  | Neo Ex                          | Gopher D   | |
| 3  | Nessi d'amianto feat. Phase 2   | Turi       | - Badia dei Weather Report |
| 4  | Comma 22                        | Gopher     | - Skit da Alien³ |
| 5  | Il ritornello dello Jedi (skit) | Neo Ex     | - Only faith and hope dei J.O.B. Orquestra |
| 6  | Inutile tentare feat. DJ Lugi   | Kaos       | - Yes we can can di The Pointer Sisters & Dettagli di Ornella Vanoni |
| 7  | Stasi                           | Kaos       | |
| 8  | Soul gha-ghan feat. Soulee B    | Gopher     | - Dio lodato (acapella) di Joe Cassano, Zjust begun di Kaos feat. Gopher D, Chico MD & Sean, Hardcore 2000 di Gopher D feat. Chico MD & Too xigent dei Melma & Merda feat. Moddi Mc |
| 9  | Buona la prima                  | Kaos       | - Tutto può succedere di Neffa feat. Deda |
| 10 | Altri giorni                    | Gopher     | - The caves of altamira di Steely Dan |